# Volk ans Gewehr!
Volk ans Gewehr! (рус. Народ, к оружию!) — немецкая пропагандистская национал-социалистическая песня, также известная по первой строчке Siehst du im Osten das Morgenrot? (рус. Видишь ли ты на востоке зарю?). Автором текста и композитором был Арно Пардун. Мелодия песни использовалась с 1931 по 1945 годы в качестве сигнала берлинского радио; историк Ютта Сювотек считает, что это было средством незаметной пропаганды нацизма, поскольку данная песня всегда была на слуху.
Нюрнбергский процесс постановил, что текст песни является документом-уликой по делу о пропаганде нацизма. В настоящее время публичное исполнение этой песни запрещено в Германии (§ 86a Уголовного кодекса) и в Австрии (§ 3 Закона о денацификации от 1947 года).

## Издания и исполнения

### Исторические
В годы существования Третьего Рейха данная песня (текст и ноты) была издана по меньшей мере в трёх различных песенниках: Die weiße Trommel (1934), Schlesier-Liederbuch (1936) и Morgen marschieren wir (1939). Кроме того, она была издана на виниле лейблами NS-Schallplatten-Industrie и Odeon.

### Современные
Песня Volk ans Gewehr была исполнена в различной аранжировке национал-социалистическими музыкальными коллективами из разных стран: Wolfnacht (Греция), MG-42 и Endlösung (Германия), Holdaar (Россия). В последнем случае в тексте слово Deutschland было заменено на Russland. Также её исполнил политически нейтральный немецкий музыкант Михаэль Мюллер, но без последнего куплета, в котором упоминается Гитлер и уничтожение евреев.

### Текст песни
Существует несколько вариантов текста песни, которые незначительно (в нескольких местах) отличаются друг от друга.

| 1. Siehst du im Osten das Morgenrot, Ein Zeichen zur Freiheit, zur Sonne? Wir halten zusammen, auf Leben und Tod, Lass' kommen, was immer da wolle! Warum jetzt noch zweifeln, Hört auf mit dem Hadern, Denn noch fließt uns deutsches Blut in den Adern. \|: Volk, ans Gewehr! :\| 2. Viele Jahre zogen ins Land, Geknechtet das Volk und belogen; Das Blut unsrer Brüder färbte den Sand, Um heilige Rechte betrogen. Im Volke geboren Erstand uns ein Führer, Gab Glaube und Hoffnung An Deutschland uns wieder. \|: Volk, ans Gewehr! :\| | 3. Deutscher, wach auf, und reihe dich ein, Wir schreiten dem Siege entgegen, Frei soll die Arbeit, frei woll’n wir sein Und mutig und trotzig verwegen. Wir ballen die Fäuste Und werden nicht zagen, Es gibt kein Zurück mehr, Wir werden es wagen! \|: Volk, ans Gewehr! :\| 4. Jugend und Alter — Mann für Mann Umklammern das Hakenkreuzbanner; Ob Bürger, ob Bauer, ob Arbeitsmann, Sie schwingen das Schwert und den Hammer; Für Hitler, für Freiheit, Für Arbeit und Brot. Deutschland erwache, Ende die Not! \|: Volk, ans Gewehr! :\| |

### Шведский вариант
Известный шведский политический деятель Свен-Улоф Линдхольм в 1936 году написал песню Folk i gevär на оригинальную мелодию. При этом шведская версия песни не является переводом немецкой: её текст состоит из трёх куплетов, не содержит упоминаний каких-либо идеологий или личностей и не призывает к уничтожению кого-либо.
Впоследствии песня Folk i gevär была исполнена шведскими рок-группами Fyrdung (2003, альбом Ragnarök, викинг-метал) и Svensk Ungdom (2005, альбом Frihetsmarscher och kampsånger, фолк-рок).